# O Príncipe e o Mendigo (telenovela)
O Príncipe e o Mendigo é uma telenovela brasileira produzida e exibida pela RecordTV entre 4 de janeiro e 9 de abril de 1972, em 83 capítulos, às 18h30, substituindo Pingo de Gente e sendo substituída por Eu e a Moto. Baseada no romance homônimo, de Mark Twain, foi escrita por Marcos Rey e dirigida por Dionísio Azevedo. Sucesso de crítica e público, chegou a tirar a liderança de Signo da Esperança da Rede Tupi.
Conta com Kadu Moliterno, Nádia Lippi, Mauro Mendonça, Flora Geny, Miriam Mehler, Sebastião Campos, Ademir Rocha e Manuel de Nóbrega nos papéis principais.

## Enredo
Na Inglaterra do século 16, quando o miserável Tom Canty e o Príncipe Eduardo VI se conhecem por acaso, eles percebem que são idênticos e decidem então trocar de lugar, para que o pobretão conheça o luxo e o príncipe a vida real, já que nunca pode sair do castelo. Enquanto Tom se confunde com as inúmeras regras da realeza, Eduardo acaba sofrendo agressões constantes nas mãos do violento pai de Tom, John, embora receba muito amor da mãe Eleanor e das irmãs Nam e Betty. Eduardo conhece Miles, que teve a noiva Edith sequestrada pelo próprio irmão Hugh, decidindo embarcar com ele e Sir Humphrey em uma aventura para resgatar a moça.
Quando o Rei Henrique morre, Tom fica desesperado ao ser preparado pelos nobres para assumir o posto, se tornando alvo das ambiciosas irmãs Mary e Elizabeth, que desejam usurpar o trono. O menino ainda precisa lidar com Lady Jane, grande amor da vida de Eduardo, de quem também começa a gostar.

## Elenco
| Ator/Atriz           | Personagem         |
| -------------------- | ------------------ |
| Kadu Moliterno       | Eduardo Tudor      |
| Kadu Moliterno       | Tom Canty          |
| Nádia Lippi          | Lady Jane          |
| Mauro Mendonça       | John Canty         |
| Flora Geny           | Miss Canty         |
| Miriam Mehler        | Lady Edith         |
| Sebastião Campos     | Miles Hendon       |
| Ademir Rocha         | Horácio            |
| Manuel de Nóbrega    | Rei Henrique VIII  |
| Adoniran Barbosa     | Sir Humphrey       |
| Célia Helena         | Lady Saint John    |
| Murilo Amorim Correa | Lord Saint John    |
| Perry Salles         | Conde de Hertford  |
| Suzana Gonçalves     | Princesa Mary      |
| Adriana de Góis      | Princesa Elizabeth |
| Rosa Ratz            | Rainha Catarina    |
| Edmundo Lopes        | Duque de Norfolk   |
| Roni Rios            | Dó                 |
| Clayton Silva        | Ré                 |
| Walter Seyssel       | Mi                 |
| Kita                 | Nam Canty          |
| Thilde Franceschi    | Bússola            |
| Riva Nimitz          | Ama                |
| Júlio César Cruz     | Som / Marlow       |
| Rubens Moral         | Blake              |
| Cláudio Lopomo       | Hugo               |
| Wilma Chandler       | Lady Amy           |
| Gabrielo Paone       | Guarda real        |
| Valdo Rodrigues      | Guarda real        |

### Participações especiais
| Ator/Atriz        | Personagem     |
| ----------------- | -------------- |
| Lídia Costa       | Avó de Tom     |
| Fernando Baleroni | Padre André    |
| Nancy Helena      | Lady Elizabeth |